# Tommy Graham
Thomas Graham (Hamsterley, 12 marzo 1905 – 29 marzo 1983) è stato un calciatore inglese, di ruolo centrocampista.

## Carriera

### Nazionale
Ha collezionato 2 presenze con la maglia della propria Nazionale.